# Аббе, Самуил
Самуил Аббе (пол. Samuel Abbe; 1876, Пабьянице ― 9 апреля 1937, Лодзь) ― польский купец и промышленник еврейского происхождения. Владелец фабрики в деревне Радогощ, в которой во время Второй мировой войны функционировала нацистская тюрьма, сожжённая её тюремщиками вместе со всеми находившимися внутри заключёнными в ночь с 17 на 18 февраля 1945 года.

## Биография
Самуил Аббе был сыном Лейбы, фабриканта (текстильщика) из Пабьянице, и Эстер Жедваб. В семье всего было тринадцать детей. Приходился внуком Давиду Вольфу Аббе (ок. 1832―1889) из города Здуньская-Воля (первый еврейский ткач в Лодзи, который получил сертификат члена гильдии и который изобрёл новый способ изготовления пряжи). Был женат на Матле Шпиро (род. ок. 1883). Вместе у них родились сын Стефан и дочь Елена (род. 20 сентября 1909 года; вышла замуж за лодзинского адвоката Станислава Хеймана).
В 1920-е годы жил по адресу ул. Цегельняней (С. Ярача), дом 26, позже ― на ул. Нарутовича, дом 32.
Умер 9 апреля 1937 года. Двумя днями спустя был захоронен на Новом еврейском кладбище в Лодзи (могила не сохранилась).
Ближайшие родственники Аббе сумели покинуть Лодзь в первые недели Второй мировой войны, видимо, сбежав в Ченстохову, откуда, вероятно, жена Абба ― Матла и его сын ― Стефан были помещены нацистами в концлагерь Аушвиц-Биркенау в 1942 году и, скорее всего, были умерщвлены там же в одной из газовых камер.
Аббы приходились родственниками Гольдбергам, которым посвящена постоянная (с 2012 года) экспозиция в Центральном музее текстиля в Лодзи, где представлены элементы быта лодзинских евреев.

## Предпринимательская деятельность

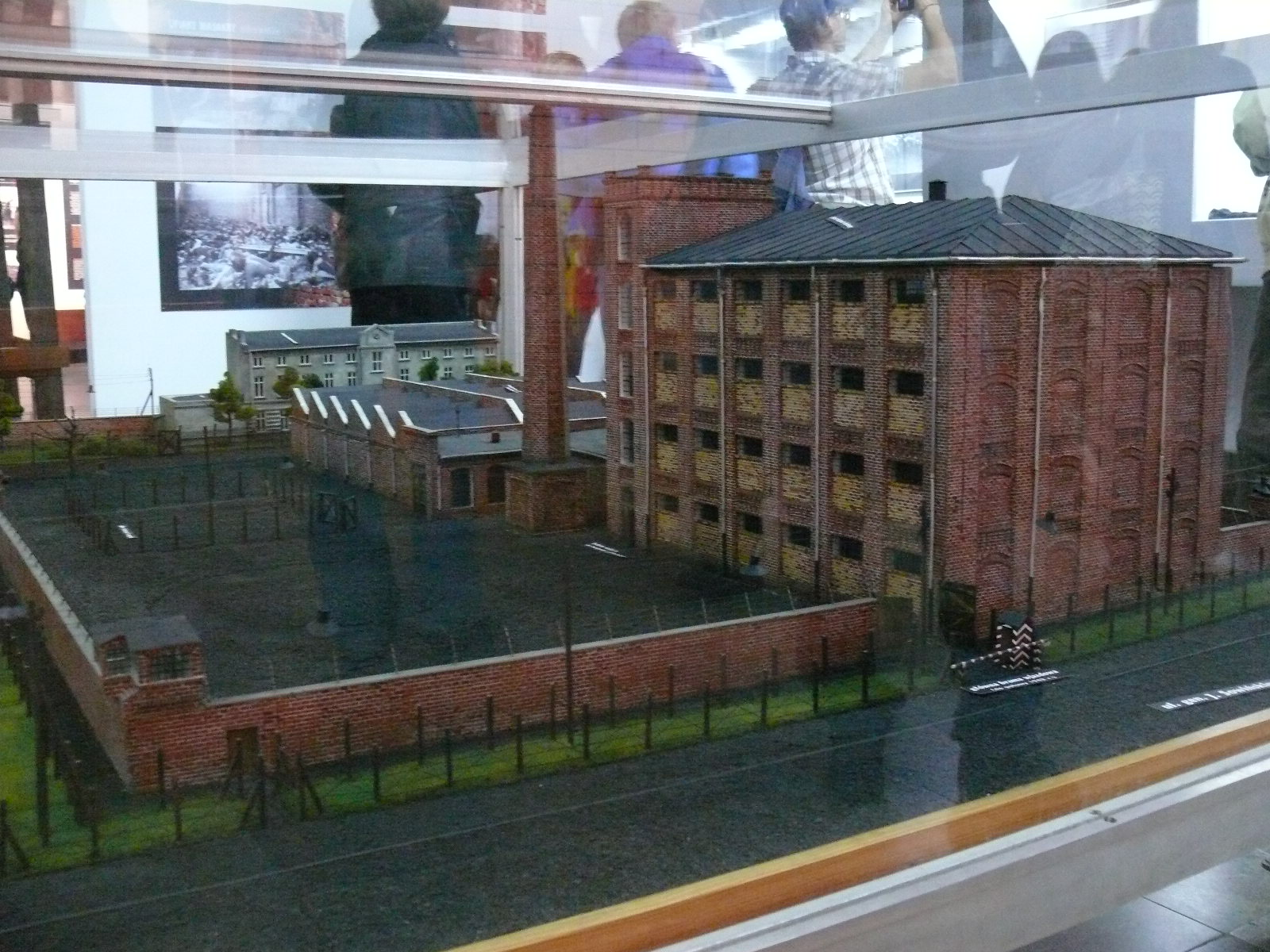
Макет радгощской тюрьмы и бывшей фабрики Самуила Аббе на экспозиции в радгощском музее

В 1912 году, в компании со сводным братом ― Генриком Шпиро, Самуил Аббе купил у Самуила Кротошиньскего ткацкую мастерскую в Лодзи. Там они начали производить шерсть для нужд местных жителей, а также поставляли свою продукцию на рынки Российской империи. Офис компании «S. Abbe i S-ka» располагался по ул. Сьрудмейскей. После окончания Первой мировой войны предприятие осталось на плаву и в 1928 году в нём работало 70 человек. Однако на сей раз вместо России продукция поставлялась в Италию и в Австрию. В 1927 году изделия фабрики были удостоены награды на международных выставках в Риме и Париже.
К 1920 году Самуил Аббе стал известен как владелец компании по производству одежды и аксессуаров. Он был также владельцем дома по ул. Пляцовей, 13, который сдавал в аренду и в котором в 1919―1932 годы располагалась частная мужская гимназия, и которого с 1920 года. В 1932 году он также был уже самостоятельным владельцем фабрики по ул. С. Жеромского, дом 107.
Имя Самуила Аббе неразрывно связано с его фабрикой, которую он построил в деревне Радогощ во второй половине 1920-х для производства шерстяных и шёлковых тканей. Завод располагался у северной границы Лодзи, на нынешней дороге от Лодзи до Згеря. Основал он его на этом месте, вероятно, по финансовым соображения: там более дешёвая земля и более низкие налоги. Предприятие после его смерти отошло сыну Стефану.
Примерно с октября 1939 года и примерно до конца июня 1940 года на территории фабрики располагался переселенческий лагерь для польского населения, служивший опорой массовой акции нацистов по переселению жителей из Лодзи и его окрестностей. На рубеже 1939 и 1940 годов в лагере стали селить поляков, задержанных в рамках операции Intelligenzaktion. 1 июля 1940 года временный лагерь был преобразован в «расширенную полицейскую тюрьму».
В ночь с 17 на 18 января 1945 года тюрьма была сожжена тюремщиками вместе с около 1500 заключёнными. В настоящее время там находится мавзолей и филиал радгощского Музея традиции независимости в Лодзи.